# Carl Fredrik Berg
Carl Fredrik Berg, född 1779, död 20 jan 1841 i Stockholm, var en svensk skådespelare.
Berg var 1800–1834 anställd vid de kungliga teatrarna, där han på såväl sång- som talscenen utmärkte sig. Framför allt blev hans komiska roller, olika betjäntroller, uppskattade. Bland hans roller märks Didrik Menschenschreck, Papageno i Trollflöjten och Crispin medicus.

## Roller
| År   | Roll                | Produktion                                             | Regi | Teater                  |
| ---- | ------------------- | ------------------------------------------------------ | ---- | ----------------------- |
| 1797 | Pierre              | De ädelmodige bönderne eller Dygden tillhör alla stånd |      | Arsenalsteatern         |
| 1797 | Lucas               | Barberaren i Sevilla                                   |      | Arsenalsteatern         |
| 1799 | Jockum              | Förmyndaren eller Sommaröventyret på landet            |      | Arsenalsteatern         |
| 1799 | Morian de Champagne | Prinsessan af Zamora                                   |      | Arsenalsteatern         |
| 1799 | Damon               | Den unge betjänten                                     |      | Arsenalsteatern         |
| 1800 | Greve Barbarossa    | Det hemliga äktenskapet                                |      | Arsenalsteatern         |
| 1801 | Frontin             | Sömngångaren                                           |      | Arsenalsteatern         |
| 1801 | Dubois              | Claudine                                               |      | Arsenalsteatern         |
| 1802 | Crispin             | Den bortförda fästmön                                  |      | Arsenalsteatern         |
| 1803 | En betjänt          | Opera-Comiquen                                         |      | Arsenalsteatern         |
| 1803 | Jägare              | Torparen                                               |      | Arsenalsteatern         |
| 1803 | Semos               | De två dagsresorna eller Vattendragaren                |      | Arsenalsteatern         |
| 1804 | Pelle Jonson Krycka | Målaren och modellerna                                 |      | Arsenalsteatern         |
| 1804 | En gårdsdräng       | Svärfadren rival                                       |      | Arsenalsteatern         |
| 1805 | Frontin             | Ung klok och gammal tok                                |      | Arsenalsteatern         |
| 1805 | Petrino och Gaetano | Léon eller Slottet Monténéro                           |      | Gustavianska operahuset |
| 1808 | En hovman           | Califen i Bagdad                                       |      | Arsenalsteatern         |
| 1808 | En portvaktare      | Herr des Chalumeaux                                    |      | Arsenalsteatern         |
| 1808 | Matts               | Äfventyraren                                           |      | Arsenalsteatern         |
| 1809 | Ganem               | Kuluff                                                 |      | Arsenalsteatern         |
| 1810 | Tulipano            | Marquis Tulipano                                       |      | Arsenalsteatern         |
| 1811 | Ambroise            | Det lyckliga trolleriet                                |      | Gustavianska operahuset |
| 1812 | Slav                | Trollflöjten                                           |      | [ 1 ]                   |
| 1813 | Herr (sällskapet)   | Den Afbrutna Concerten                                 |      | Gustavianska operahuset |
| 1813 | Carlos              | Picaros och Diego                                      |      | Gustavianska operahuset |
| 1814 | Du Puy              | De löjliga Mötena                                      |      | Gustavianska operahuset |
| 1814 | Michel Månsson      | Ungdom och dårskap                                     |      | Gustavianska operahuset |
| 1815 | Antonio             | Romeo och Juliette                                     |      | Gustavianska operahuset |
| 1815 | Paul                | Den Schweiziska Familjen                               |      | [ 1 ]                   |
| 1817 | Jacob               | Lantara eller Målaren i pant på krogen                 |      | Arsenalsteatern         |
| 1820 | Fiskalen            | Joconde                                                |      | Gustavianska operahuset |
| 1821 | Curzio              | Figaros bröllop                                        |      | Gustavianska operahuset |
| 1834 | Thoma               | Ryno eller Den vandrande riddaren                      |      | Gustavianska operahuset |